# Hovås IF
Hovås IF var en idrottsförening från Hovås i Göteborgs kommun, verksam från 1943 till 2001, då klubben sammanslogs med Billdals BK i Hovås Billdal IF. Klubben gjorde sig främst bemärkt inom fotboll med två säsonger i Sveriges näst högsta division i fotboll för herrar säsongerna 1970 och 1971.
I Hovås IF startade karriären för Örgryte-spelarna Rune Börjesson och Sören Börjesson som även spelade i landslaget. På 1980- och 1990-talet spelade Björn Nordqvist, som då innehade världsrekordet i antalet landskamper, i Hovås tröja. Klubben har även fostrat spelare som Erik de Broen och Niclas Kindvall. Klubbens damlag lades ned efter säsongen 1997. Föreningen hade även en ishockeysektion som utbröts 1986 och bildade Hovås HC.